# Basistemon
Basistemon là chi thực vật có hoa trong họ Plantaginaceae.

## Phân bố
Các loài trong chi này có trong khu vực Nam Mỹ; bao gồm Argentina (đông bắc, tây bắc), Bolivia, Brasil (bắc, đông nam, trung tây), Colombia, Paraguay, Peru, Venezuela.

## Các loài
Danh sách loài dưới đây lấy theo Plants of the World Online:
- Basistemon argutus Barringer, 1985
- Basistemon bogotensis Turcz., 1863
- Basistemon intermedius Edwin, 1970
- Basistemon klugii Barringer, 1985
- Basistemon peruvianus Benth. & Hook.f., 1876
- Basistemon pulchellus (S.Moore) Barringer, 1985. Có thể gộp trong B. peruvianus.
- Basistemon silvaticus (Herzog) Baehni & J.F.Macbr., 1934
- Basistemon spinosus (Chodat) Moldenke, 1936

### Chưa dung giải
- Basistemon brasiliensis Moldenke, 1937[2]